# Kitayama Junyu
Kitayama Junyu (japanisch 北山淳友, im Deutschen Junyu Kitayama, * 29. Januar 1902 in Yaizu; † 19. Januar 1962 in Prag) war ein Philosoph japanischer Herkunft, der vor allem in Deutschland und der Tschechoslowakei tätig war.

## Leben und Werk
Kitayama besuchte zunächst die Shizuoka-Mittelschule und studierte ab 1920 Buddhismus, chinesische Philologie und japanische Literatur an der Shukyo-Daigaku-Universität in Tokio. Anschließend studierte er Philosophie, Indologie und Soziologie an der Albert-Ludwigs-Universität Freiburg und der Ruprecht-Karls-Universität Heidelberg. In Heidelberg promovierte er 1929 und lehrte im Anschluss bis 1936 japanische Sprache und Japankunde in Frankfurt am Main. Außerdem war er zwischen 1929 und 1933 als Assistent an der religionskundlichen Sammlung der Universität in Frankfurt am Main tätig. Ab 1936 war er darüber hinaus stellvertretender Leiter am Japaninstitut in Berlin. 1939 wurde er zum Professor für Philosophie und deutsche Sprache in Tokio berufen. 1940 folgte eine Ernennung zum Honorarprofessor für Kultur- und Religionskunde Ostasiens an der Universität Marburg. Zwischen 1942 und 1944 hatte er außerdem einen Lehrauftrag für Japankunde an der Universität Marburg inne. Zwischen 1944 und 1945 war er Ordinarius und Direktor des Ostasieninstituts der Karls-Universität Prag.

## Rezeption
Laut dem Japanologen Erin L. Brightwell trat Kitayama in seinem 1943 erschienenen Werk Heiligung des Staates und Verklärung des Menschen für einen japanischen Panasiatismus und eine japanische Imperialpolitik ein.
Der nationalsozialistische Sicherheitsdienst des Reichsführers SS bemerkte 1942 in einem geheimen Lagebericht, dass Kitayama durch seine Schriften das Gefühl einer inneren Schwäche Europas stärke. Dort würden die „nationalsozialistischen Kräfte einer Neuordnung auf germanisch-deutscher Grundlage überhaupt nicht erwähnt“. Die Darstellung Asiens durch Kitayama könne vor allem bei NS-kritischen Lesern politisch unerwünschte Reaktionen in Form einer aus Sicht der Autoren des Berichts zu positiven Bewertung asiatischer Kulturen hervorrufen.

## Schriften
- Metaphysik des Buddhismus. Versuch einer philosophischen Interpretation der Lehre Vasubandhus und seiner Schule, Stuttgart/Berlin 1934.
- Fujijama. Der ewige Berg Japans, Leipzig 1937.
- West-östliche Begegnung. Japans Kultur und Tradition, Berlin 1941.
- Heiligung des Staates und Verklärung des Menschen. Buddhismus und Japan. Berlin 1943.
- Heroisches Ethos. Das Heldische in Japan, Berlin 1944.